# Marchipont (Nord)
Marchipont est une ancienne commune du Nord, qui a fusionné en 1806 avec Rombies. La commune de Rombies-et-Marchipont est née de cette fusion,.
C'est la partie française du village frontalier de Marchipont pour lequel il existe aussi une partie belge.

## Politique et administration
Maire en 1802-1803 : Duez.

## Démographie
| 1793 | 1800 | 1806 |
| ---- | ---- | ---- |
| abs. | 20   | 22   |

## Lieux et monuments
- Église Saint-Nicolas de 1718